# Station Nærum

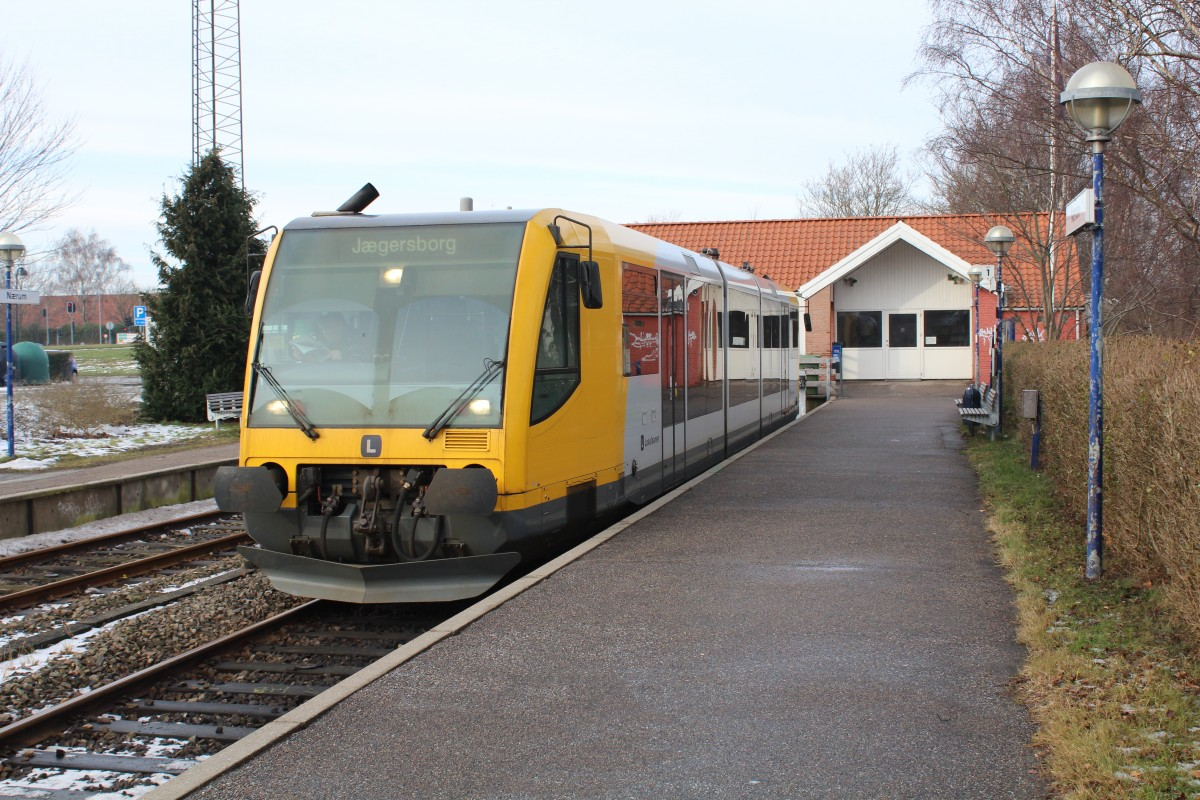
Station Nærum

Station Nærum is Nærumbanens noordelijke eindstation. Nærumbanen werd verkort in verband met de aanleg van een snelweg in 1954. Ten oosten van het station is de halte voor de regionale bussen.
Het stationsgebouw werd ontworpen door Heinrich Wencks ontwerpbureau.